# Kurt Peterson
Kurt Peterson (Stevens Point, 12 febbraio 1948) è un attore, cantante e produttore teatrale statunitense.

## Biografia
Kurt Peterson debutta sulle scene di New York nel 1968, quando Leonard Bernstein e Richard Rodgers lo scelgono per interpretare Tony in West Side Story. Nello stesso anno recita nella produzione Off-Broadway di Dames at Sea e poi ancora nel 1970.
Nel 1969 recita con Angela Lansbury nel musical di Jerry Herman Dear World e nel 1972 entra a far parte del cast originale del musical Follies nel ruolo di Benjamin Stone da giovane. Riprende il ruolo anche nel tour statunitense del 1972 e nel 2003 e 2004 interpreta Ben da adulto in due versioni concertali di Follies.
Nel 1976 recita nel tour statunitense di The Baker's Wife con Patti LuPone e nel 1987 è Robert nel musical Company a Toronto.

## Filmografia
- North Country - Storia di Josey (North Country), regia di Niki Caro (2005)

## Teatro (parziale)
- West Side Story, libretto di Arthur Laurents, testi di Stephen Sondheim, colonna sonora di Jule Styne, regia di Jerome Robbins. Lincoln Center di Broadway (1963)
- Dames at Sea, libretto di Robin Miller e George Haimsohn, testi di Robin Miller, colonna sonora di Jim Wise, regia di Neal Kenyson. Theatre de Lys dell'Off-Broadway (1969), Plasa 9 Music Hall dell'Off-Broadway (1970)
- Dear World, libretto di Jerome Lawrence e Robert Edwin Lee, colonna sonora di Jerry Herman, regia di Joe Layton. Mark Hellinger Theatre di Broadway (1969)
- Follies, libretto di James Goldman, colonna sonora di Stephen Sondheim, regia di Michael Bennett e Harold Prince. Winter Garden Theatre di Broadway (1971) e tour statunitense (1972)
- By Bernstein, libretto di Betty Comden e Adolph Green, colonna sonora di Leonard Bernstein, regia di Michael Bawtree. Chelsea Westside Arts Theatre dell'Off-Broadway (1975)
- The Baker's Wife, libretto di Joseph Stein, colonna sonora di Stephen Schwartz, regia di John Berry. Tournée statunitense (1976)
- Company, libretto di George Furth, colonna sonora di Stephen Sondheim, regia di Bill Glassco. National Arts Centre di Ottawa, St. Lawrence Centre for the Arts di Toronto (1987)
- Follies, libretto di James Goldman, colonna sonora di Stephen Sondheim, regia di Brent Wagner. Michigan Theater di Ann Arbour (2003)

## Discografia

### Album
- 2017 - When Everything Was Possible

### Cast recording
- 1969 - Dear World
- 1971 - Follies
- 1976 - The Baker's Wife